# Ritzerow
.